# I comanceros
I comanceros (The Comancheros) è un film del 1961 diretto da Michael Curtiz e John Wayne.

## Trama
Nel 1843 Paul Regret fugge dopo aver ucciso in duello il figlio di un giudice della Louisiana. Sul battello che lo porta in Texas conosce una affascinante e misteriosa donna di nome Pilar, con cui passa la notte, ma il mattino seguente non la trova più, inoltre viene catturato dal capitano dei Texas Ranger Jake Cutter. Regret riesce a fuggire tramortendo il ranger e rubandogli il cavallo.
Il Cutter senza troppi problemi torna alla guarnigione e gli viene assegnata una nuova missione sotto copertura per sgominare una banda di commercianti illegali di armi. Per la nuova missione Cutter incontra un trafficante di nome Tully Crow, che ha il compito di metterlo in contatto con i Comancheros, un gruppo di violenti uomini bianchi che contrabbandano armi e whisky agli indiani Comanche. Una sera per festeggiare l'accordo i due soci vanno in un saloon a giocare a poker, qui incontra nuovamente Regret il quale non fa saltare la sua copertura, ma a fine serata Crow ubriaco attacca Cutter che è costretto ad ucciderlo. In questo modo senza più copertura da tenere può nuovamente arrestare Regret.
Durante il viaggio per ritornare in Louisiana, i due si fermano in una fattoria dove una guarnigione di Ranger, sotto il comando del maggiore Hanry sta partendo per dare la caccia agli indiani. Quando solo pochi uomini sono rimasti alla fattoria, un gruppo di Comanche e Comancheros attaccano la fattoria, Il capitano Cutter, Regret e Toby, un giovane ranger, sono costretti a cambattere in inferiorità numerica. Durante lo scontro Regret aiuta con coraggio il ranger e mostra il suo valore, riconsegnandosi dopo essere sfuggito ad un attacco. Come ricompensa per l'aiuto ricevuto, i Rangers dichiarano Regret uno di loro, e ciò lo salva dalla condanna a morte.
Successivamente il capitano Cutter e Regret, fingendosi nuovamente venditori di armi, si infiltrano nella autosufficiente comunità dei Comancheros, in modo da scoprire il luogo esatto dove essi vivono, e consentire ai Rangers di attaccarli. Nel villaggio dei Comancheros, nascosto in fondo a una valle nel deserto, i due incontrano Pilar Graile, la figlia del leader della comunità, e sarà proprio la donna, innamorata di Regret, ad aiutarli nel loro intento, consentendo così a Cutter e agli altri Texas Rangers di sconfiggere definitivamente i Comancheros.